# Питренас, Модестас
Модестас Питре́нас (лит. Modestas Pitrėnas; род. 15 сентября 1974, Вильнюс) — литовский дирижёр; лауреат Национальной премии Литвы по культуре и искусству (2012) и Премии Балтийской ассамблеи в области искусства (2015).

## Биография
Окончил Литовскую академию музыки как хоровой дирижёр у Лёнгинаса Абарюса(1997), а затем повторно по классу оперно-симфонического дирижирования у Юозаса Домаркаса (2003). В том же году разделил с Александром Марковичем первую премию Международного конкурса дирижёров имени Гжегожа Фительберга. В разные годы занимался также в мастер-классах Йормы Панулы, Эсы-Пекки Салонена и других известных специалистов.
С 1990 год руководил собственным молодёжным хором «Псалом» (лит. Psalmos), гастролировал с ним по Европе и США. В 2000—2004 годах преподавал в вильнюсской семинарии Святого Иосифа и руководил её студенческим хором. С 2000 года начал заниматься оперными постановками в Клайпедском музыкальном театре. С 2003 года преподаёт в Литовской музыкальной академии (с 2004 года под названием Литовская академия музыки и театра) в Вильнюсе.
В последние годы руководит Каунасским симфоническим оркестром, выступает также с Литовским государственным симфоническим оркестром, исполняя произведения Бетховена, Шумана, Малера, Дебюсси, Лютославского. Среди других коллективов, которыми дирижировал Питренас, — Красноярский академический симфонический оркестр.
Осенью 2009 года (по другим сведениям с 2008 года) Питренас возглавил оркестр Латвийской национальной оперы.
В 2011 году награждён латвийским Крестом Признания 4 класса.
В 2013 году награждён памятным знак за личный вклад в председательство Литвы в Совете Европейского Союза в 2013 году.
В 2019 году награждён офицерским крестом ордена «За заслуги перед Литвой».